# Germán Suárez Flamerich
Germán Suárez Flamerich (Caracas, 10 aprile 1907 – Caracas, 24 giugno 1990) è stato un politico venezuelano.
È stato Presidente del Venezuela dal 13 novembre 1950 al 2 dicembre 1952.